# Карнкув (Зґерський повіт)
Карнкув (пол. Karnków) — село в Польщі, у гміні Ґловно Зґерського повіту Лодзинського воєводства.
Населення — 143 особи (2011).
У 1975-1998 роках село належало до Лодзинського воєводства.

## Демографія
Демографічна структура станом на 31 березня 2011 року:
|          | Загалом | Допрацездатний вік | Працездатний вік | Постпрацездатний вік |
| -------- | ------- | ------------------ | ---------------- | -------------------- |
| Чоловіки | 74      | 11                 | 58               | 5                    |
| Жінки    | 69      | 8                  | 39               | 22                   |
| Разом    | 143     | 19                 | 97               | 27                   |